# 浦沢直樹の漫勉
『浦沢直樹の漫勉』（うらさわなおきのまんべん）は、NHK Eテレが2015年9月にレギュラー放送を開始したドキュメンタリー番組である。企画は倉本美津留、プロデューサーは上田勝巳。

## 概要
漫画家の浦沢直樹がプレゼンターを務め、日本の漫画家の執筆現場に密着し、作品制作過程を追うドキュメンタリー番組である。
番組は毎回、事前に多数設置されたビデオカメラで録画したゲスト漫画家の作業場での作品制作の過程の動画映像を見ながら、ゲスト漫画家と浦沢との対談の形式で互いの制作手法の違いや共通点などをざっくばらんに語り合う形で進行する。1985年放映の手塚治虫の仕事部屋に録画カメラを入れて、作画の現場を撮ったテレビ番組『NHK特集 手塚治虫 - 創作の秘密』を視てその記憶に刺激され、ヒントにして番組を企画して持ち込んだという。「漫勉」は、「漫画ばかり描いてないで勉強しなさい」の略で、浦沢直樹が、子供時代に親に言われ続けて、今職業になったがずっと描き続けられる喜びを表したという。出演漫画家は、多くは出版社パーティなどで交流した際に、出演を呼びかけてお願いしているという。漫勉での作画について、漫画家は単に絵を描いているのではなく、登場人物の演技と表情が頭に浮かび、それを線にして表している。無駄な線や描写はどんなコマであれ、1つもない、と解説している。
2014年11月9日にパイロット版として放送され、2015年9月にシーズン1として4回を放送した。2016年3月にシーズン2として4回が放送された
。2016年9月にはシーズン3も放送された。
2016年1月にシーズン0としてパイロット版であげた作家2人分の内容を2回に分けて放送。2017年3月にはシリーズ4が放送された。
2020年に放送タイトルを『浦沢直樹の漫勉 neo』と改めてNHK・Eテレで放送された。
- 木曜 22:00 - 22:49 （10月1日 - 12月17日）[7][8]。

データニュース社が行うテレビ視聴アンケート「テレビウォッチャー」によると、第1回放送（ゲストは東村アキコ）の視聴者満足度は5段階評価で4.29の高評価であった。
2022年、『浦沢直樹の漫勉neo 〜安彦良和〜』が第25回文化庁メディア芸術祭エンターテインメント部門大賞を受賞。
2023年に入り、放送開始時間が土曜 1:00（金曜深夜）からとなり、Eテレの他の曜日では放送終了している時間帯に移動された。

## 出演者
- 浦沢直樹（プレゼンター）

## 放送日程
| 回                        | 放送日                    | ゲスト漫画家              |
| シーズン0（パイロット版） | シーズン0（パイロット版） | シーズン0（パイロット版） |
| ------------------------- | ------------------------- | ------------------------- |
| -                         | 2014年 11月09日           | かわぐちかいじ 山下和美   |
| シーズン1                 |                           |                           |
| 01                        | 2015年 09月04日           | 東村アキコ                |
| 02                        | 09月11日                  | 藤田和日郎                |
| 03                        | 09月18日                  | 浅野いにお                |
| 04                        | 09月25日                  | さいとう・たかを          |
| シーズン2                 |                           |                           |
| 05                        | 2016年 03月03日           | 萩尾望都                  |
| 06                        | 03月10日                  | 花沢健吾                  |
| 07                        | 03月17日                  | 五十嵐大介                |
| 08                        | 03月24日                  | 古屋兎丸                  |
| シーズン3                 |                           |                           |
| 09                        | 2016年 09月15日           | 池上遼一                  |
| 10                        | 09月22日                  | 三宅乱丈                  |
| 11                        | 09月29日                  | 髙橋ツトム                |
| 12                        | 10月06日                  | 浦沢直樹                  |
| シーズン0（完全版）       |                           |                           |
| -                         | 2017年 01月05日           | かわぐちかいじ            |
| -                         | 01月12日                  | 山下和美                  |
| シーズン4                 |                           |                           |
| 13                        | 2017年 03月02日           | 清水玲子                  |
| 14                        | 03月09日                  | 伊藤潤二                  |
| 15                        | 03月16日                  | 山本直樹                  |
| 16                        | 03月23日                  | ながやす巧                |
| 「neo」                   |                           |                           |
| 17                        | 2020年 10月01日           | ちばてつや                |
| 18                        | 10月08日                  | 岩本ナオ                  |
| 19                        | 10月15日                  | すぎむらしんいち          |
| 20                        | 10月22日                  | 星野之宣                  |
| 21                        | 11月12日                  | 諸星大二郎                |
| 22                        | 11月19日                  | 西炯子                    |
| 23                        | 12月10日                  | 惣領冬実                  |
| 24                        | 12月17日                  | 坂本眞一                  |
| 25                        | 2021年 06月09日           | 安彦良和                  |
| 26                        | 06月16日                  | 柏木ハルコ                |
| 27                        | 06月23日                  | 押見修造                  |
| 28                        | 2022年 03月02日           | 渡辺航                    |
| 29                        | 03月09日                  | 青池保子                  |
| 30                        | 03月16日                  | 新井英樹                  |
| 31                        | 2023年 02月04日           | 手塚治虫                  |
| 32                        | 02月11日                  | 水瀬藍                    |
| 33                        | 02月18日                  | 寺田克也                  |
| 34                        | 02月25日                  | 島本和彦                  |
| 35                        | 2024年 03月18日           | 水木しげる                |